# هونغ كونغ وشانغهاي للفنادق
هونغ كونغ وشنغهاي للفنادق المحدودة SEHK: 45 (بالإنجليزية: Hongkong and Shanghai Hotels)‏ تُختصر HSH، شركة قابضة لمجموعة تعمل في ملكية وتطوير وإدارة الفنادق والممتلكات التجارية والسكنية في آسيا والولايات المتحدة وأوروبا، وكذلك توفير الخدمات السياحة والترفيه، وإدارة النوادي وغيرها من الخدمات.
أشهر المنشئات التي تديرها هي سلسلة الفنادق الفاخرة بينينسيولا.
المساهمين الرئيسيين في هونغ كونغ وشنغهاي للفنادق هم أعضاء في عائلة خضوري.

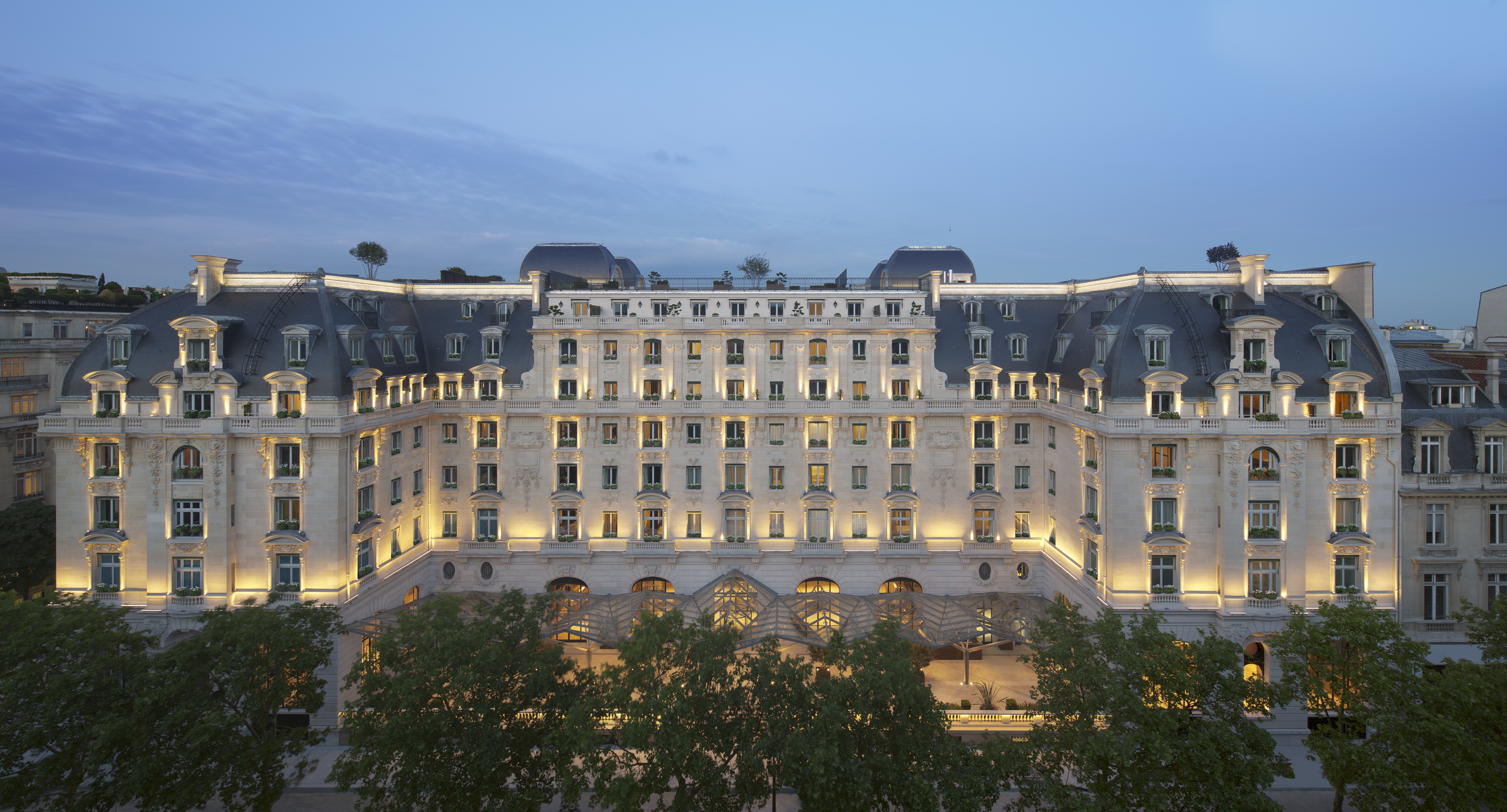
فندق بينينسيولا باريس

## فنادق بينينسيولا
تضم سلسلة بينينسيولا الفنادق التالية:
- بينينسيولا هونغ كونغ
- بينينسيولا شانغهاي
- بينينسيولا بكين
- بينينسيولا طوكيو
- بينينسيولا نيويورك
- بينينسيولا شيكاغو
- بينينسيولا بيفرلي هيلز
- بينينسيولا بانكوك
- بينينسيولا مانيلا
- بينينسيولا باريس.

كما تضم المشاريع التي مازالت تحت التطوير:
- بينينسيولا لندن
- بينينسيولا إسطنبول
- بينينسيولا يانغون

## لمحة تاريخية
تأسست الشركة في عام 1866 باسم شركة هونغ كونغ للفنادق المحدود، وكانت تمتلك حينها فندق هونغ كونغ (المُفتتح عام 1868)، وكانت واحدة من أوائل الشركات في هونغ كونغ التي يتم إدراجها في بورصة هونغ كونغ. في عام 2007 تم إنشاء مشروع التراث في هونغ كونغ لأرشفة المواد التاريخية لشركة هونغ كونغ وشنغهاي للفنادق القابضة ولعائلة خضوري. يوفر الأرشيف المتاح للجمهور دليلاً سمعيًا ومرئيًا ووثائقيًا على أنشطة الشركة خلال القرنين التاسع عشر والعشرين.